# Bernard Labourdette
Bernard Labourdette (Lurbe-Saint-Christau, 13 agosto 1946 – Lurbe-Saint-Christau, 20 luglio 2022) è stato un ciclista su strada francese.
Professionista dal 1969 al 1977, ottenne un successo di tappa al Tour de France.

## Carriera
Passò professionista nel 1969 nella Mercier-BP-Hutchinson di Antonin Magne, squadra con cui vinse una tappa alla Vuelta a La Rioja nel 1970. Nel 1971 passò alla Bic, vincendo nella prima stagione una tappa alla Vuelta al País Vasco, una tappa al Critérium du Dauphiné Libéré e una tappa al Tour de France e venendo selezionato per i mondiali. Corse altre tre stagioni con la formazione francese, vincendo l'Étoile des Espoirs nel 1972. Nel 1975 passò alla Sporting-Sottomayor, formazione portoghese, nel 1976 corse per la Jobo e nel 1977 per la F.F.C., ritirandosi al termine della stagione.
Partecipò a otto edizioni del Tour de France, concludendo all'ottavo posto nel 1971, e a quattro edizioni della Vuelta a España, dove fu decimo nel 1972.

## Palmarès
- 1967 (dilettanti, una vittoria)

Grand-Prix de la Tomate
- 1968 (dilettanti, una vittoria)

Grand-Prix de la Tomate
- 1970 (Fagor-Mercier-Hutchinson, una vittoria)

2ª tappa, 2ª semitappa Vuelta a La Rioja (Logroño > Alto de Clavijo)
- 1971 (Bic, tre vittorie)

3ª tappa Vuelta al País Vasco (Logroño > Pamplona)
3ª tappa Critérium du Dauphiné Libéré (Grenoble > Annecy)
16ª tappa, 1ª semitappa Tour de France (Luchon > Gourette/Eaux-Bonnes)
- 1972 (Bic, una vittoria)

Classifica generale Étoile des Espoirs

### Altri successi
- 1969

Criterium di Lubersac
- 1970

Criterium di Beaulac-Bernos
- 1971

Criterium di Bain-de-Bretagne
Criterium di Meymac
- 1972

Criterium di Dunières
Criterium di Pommerit-le-Vic

## Piazzamenti

### Grandi Giri
- Tour de France

1969: 25º
1970: 33º
1971: 8º
1972: ritirato (13ª tappa)
1973: 21º
1974: 20º
1975: ritirato (11ª tappa)
- Vuelta a España

1970: ritirato (9ª tappa)
1971: 17º
1972: 10º
1973: 14º

### Classiche monumento
- Giro di Lombardia

1971: 15º

### Competizioni mondiali
- Campionati del mondo

Mendrisio - In linea: 22º